# Z29/30次列車
Z29/30次列車（中国語: Z29/30次列车）とは、中華人民共和国の首都北京と江蘇省南通市との間で運行されている。中国鉄路総公司上海鉄路局が運行する優等列車である。

## 概要
Z29/30次列車では、唐山製の中国国鉄25T型客車が使用されている。その走行距離は1,228kmに及び、経路はほぼ京滬線、寧啓線。

## 歴史
2004年4月18日、中国国鉄は第五次大提速（ダイヤ改正）を行い、北京～揚州間の旅客列車が正式に運行を開始した。列車番号はZ29/30次で。

## 列車編成
Z29/30次列車の編成は18輛編成で、軟臥車（1等寝台車）7輛、硬臥車（2等寝台車）9輛、高級軟臥車（特等寝台車）、食堂車が各1輛である。

### 牽引機
| 区間                   | 北京↔揚州                           |
| 機関車 所属 機関士所属 | 東風11G型 北京鉄路局北京機務段 北京 |

### 客車
| 運行区間   | 北京↔揚州                  | 北京↔揚州                       | 北京↔揚州    | 北京↔揚州                  |
| 号車番号   | 1-7                        | 8                               | 9            | 10-18                      |
| 車輛の種類 | RW25T 軟臥車 （1等寝台車） | RW19T 高級軟臥車 （特等寝台車） | CA25T 食堂車 | YW25T 硬臥車 （2等寝台車） |

## 時刻表
| Z29次 （揚州行き） | Z29次 （揚州行き） | Z29次 （揚州行き） | 停車駅 | Z30次 （北京行き） | Z30次 （北京行き） | Z30次 （北京行き） |
| 走行距離           | 到着時間           | 出発時間           |        | 到着時間           | 出発時間           | 走行距離           |
| ------------------ | ------------------ | ------------------ | ------ | ------------------ | ------------------ | ------------------ |
| 0                  | —                  | 21:33              | 北京   | 07:28              | —                  | 1228               |
| 1228               | 07:30              | —                  | 揚州   | —                  | 21:20              | 0                  |

## 脚註
1. ↑  铁路第五次大提速 本网独家推出最新时刻表